# Imbriovec
Imbriovec falu Horvátországban Kapronca-Kőrös megyében. Közigazgatásilag Đelekovechez tartozik.

## Fekvése
Kaproncától 10 km-re északra, községközpontjától 4 km-re nyugatra a Drávamenti-síkságon  fekszik.

## Története
A települést 1495-ben az adóösszeírásban még Emrihovecként említik először, amikor plébánosának egy porta adózott a faluban. Nevét plébániatemplomának védőszentjéről, Szent Imre hercegről kapta. 1500-ig birtokosa Lúcia néhai Zempchei László özvegye volt, aki birtokait a zágrábi káptalanra hagyta. A következő említés 1501-ben történt, amikor Pál nevű plébánosát is megemlítik. 1507-ben birtokosa a breztóczi Puchich Imre és György, Bogáchi Péter és Margit, valamint Horvát György voltak, akik 7 portát bírtak a faluban. 1513-ban Bogáchi Péter és Margit, valamint Horvát György voltak itt birtokosok 3 portával. 1518-ban Gervás Péter végrendeletében szerepel a falu neve. 1520-ban és 1523-ban Benkovich Vid és Horvát György özvegye Margit a birtokosai.
1857-ben 428, 1910-ben 736 lakosa volt. A trianoni békeszerződésig Varasd vármegye Ludbregi járásához tartozott. 2001-ben a falunak  452 lakosa volt.

## Nevezetességei
Szent Imre herceg tiszteletére szentelt római katolikus plébániatemploma. Egyhajós, négyszögletes alaprajzú épület, keskenyebb, sokszög záródású szentéllyel, déli oldalán sekrestyével és a főhomlokzat középső tengelyében emelkedő harangtoronnyal. A templom település központjában található, nyugat-keleti tájolású. A templomot először 1659-ben említik, valószínűleg 1723-ban megújították, a klasszicista átépítés pedig 1841-ben történt. Cseréppel fedett nyeregtető borítja, míg a harangtorony felett piramis alakú, ónlemezekkel borított toronysisak található. A templom belseje csehsüvegboltozatos, az apszis fölött pedig félgömb boltozat található.